# آرایه فازی

انمیشینی که نحوه کار آرایه فازی را نشان می‌دهد. این سیستم از آرایه‌ای از المان‌های آنتن (A) که توسط یک فرستنده (TX) فعال می‌شوند، تشکیل شده‌است. جریان تغذیه هر کدام از آنتن‌ها از درون یک تغییردهنده فاز (phase shifter) (φ) عبور می‌کند که توسط یک کامپیوتر (C) کنترل می‌شود. خطوط قرمز در حال حرکت، جبهه‌های موج امواج رادیویی ساطع شده توسط هر عنصر را نشان می‌دهد. امواج منفرد، کروی هستند، اما در جلوی آنتن ترکیب (جمع) می‌شوند و یک موج صفحه‌ای ایجاد می‌کنند، یعنی پرتویی از امواج رادیویی که در جهت خاصی حرکت می‌کنند. تغییردهنده‌های فاز انتشار امواج رادیویی را به گونه‌ای به ترتیب به تأخیر می‌اندازند که هر آنتن جبهه موج خود را پس از آنتن زیرین منتشر می‌کند. این امر باعث می‌شود که موج صفحه‌ای حاصله در یک زاویه θ نسبت به محور آنتن هدایت شود. با تغییر مقدار تغییرفاز کامپیوتر می‌تواند موج را به هر سمت دلخواهی هدایت کند. بیشتر آرایه‌های فازی به جای آرایه خطی که در اینجا نشان داده شده‌است، دارای آرایه‌های آنتن دوبعدی هستند و می‌توانند پرتو را به صورت دوبعدی هدایت کنند. سرعت امواج رادیویی در این انیمیشن بسیار کم نشان داده شده‌است.

انیمیشنی که الگوی تابش آرایه فازی متشکل از ۱۵ المان آنتن را نشان می‌دهد. این آنتن‌ها به اندازه یک چهارم طول موج از هم فاصله داشته و اختلاف فاز بین هر کدام از آنتن‌های مجاور از منفی ۱۲۰ تا مثبت ۱۲۰ درجه تغییر داده می‌شوند. قسمت پررنگ، پرتو یا لوب اصلی است، در حالیکه خطوط کم رنگی که به دور آن می‌چرخند لوب جانبی هستند.

در تئوری آنتن، معمولاً منظور از آرایه فازی (به انگلیسی: Phased array) یک آرایه اسکن الکترونیکی شده است، یعنی آرایه ای از آنتن‌های کنترل شده توسط رایانه که پرتویی از امواج رادویی تولید می‌کند که می‌توان آن را بدون حرکت دادن آنتن به سمت نقطه ای جهت دهی کرد.

در یک آرایه آنتن ساده، جریان فرکانس رادویی توسط فرستنده به هر کدام از آنتن‌ها، با رابطه فاز صحیح فرستاده می‌شود به گونه ای که امواج رادیویی هر کدام از آنتن‌ها در جهت مطلوب با هم جمع شده و در جهات نامطلوب همدیگر را خنثی کنند. در یک آرایه فازی، جریان برق از فرستنده ابتدا از داخل وسیله ای به نام تغییردهنده فاز (Phase Shifter) عبور کرده و سپس به آنتن‌ها می‌رسد که این امر توسط یک سیستم رایانه ای کنترل می‌شود. این مجموعه می‌تواند فازها را به صورت الکترونیکی تغییر دهد و در نتیجه جریان پرتو امواج رادیویی را به سمت دلخواه متمرکز کند. از آنجا که این آرایه باید از تعداد زیادی آنتن‌های کوچک ساخته شود (گاهی هزاران آنتن) تا یک بهره (Gain) زیاد حاصل شود، آرایه‌های فازی عمدتاً در انتهای فرکانس بالای طیف رادیویی عملی هستند، یعنی در باند UHF و مایکروویو که المان‌های آنتن به حد کافی کوچک هستند. 

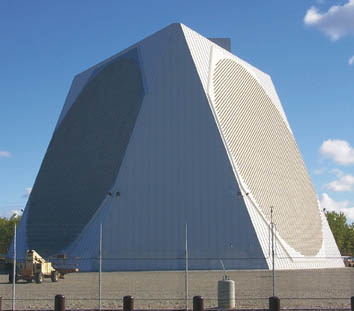
رادار PAVE PAWS در آلاسکا که یکی از اولین آرایه‌های فازی فعال ساخته شده بود و جهت ردیابی موشک‌های بالستیک در سال ۱۹۷۹ تکمیل شد.

آرایه فازی برای استفاده در سیستم‌های رادار نظامی اختراع شد، تا پرتویی از امواج رادیویی را به سرعت در آسمان هدایت کند و بتواند هواپیماها و موشک‌ها را تشخیص دهد. امروزه این سیستم‌ها به‌طور گسترده‌ای مورد استفاده قرار گرفته‌اند و به کاربردهای غیرنظامی نیز گسترش یافته‌اند. از اصول آرایه فازی در آکوستیک نیز استفاده می‌شود، و از آرایه‌های فازی مبدل‌های آکوستیک در تجهیزات پزشکی از قبیل اسکنرهای تصویربرداری فراصوت (آرایه فازی فراصوتی)، اکتشاف چاه‌های نفت و گاز (بازتاب لرزه‌ای)، و سیستم‌های نظامی سونار استفاده شده‌است.
در موارد نادری، از عبارت «آرایه فازی» برای آرایه آنتن‌های غیرقابل کنترل که در آن فاز برق تغذیه و در نتیجه الگوی تابش ثابت است نیز استفاده می‌شود. به عنوان مثال ، آنتن‌های رادیویی پخش AM که متشکل از دکل‌های تشعشع چندگانه هستند و به این گونه تغذیه می‌شوند، نیز «آرایه فازی» نامیده می‌شوند.

## انواع
آرایه‌های فازی انواع مختلفی دارند. با این حال چهار گونه اصلی آنها عبارتند از: آرایه فازی اسکن الکترونیکی شده منفعل (PESA)، آرایه فازی اسکن الکترونیکی شده فعال (AESA)، آرایه فازی شکل دهی پرتو هیبرید، و آرایه فازی شکل دهی پرتو دیجیتال (DBF).

### انواع از نظر حوزه عملکرد
به‌طور کلی می‌توان فرستنده/گیرنده‌های آرایه فازی را به دو دسته تقسیم نمود. انواعی که اساس عملکردشان در حوزه زمان و بر اساس تاخیرهای زمانی می‌باشد و نوع دیگر در حوزه فرکانس.

#### در حوزه زمان
در این نوع آرایه فازی، اساس عملکرد بر روی تاخیرهای ایجاد شده در امواج ارسالی و دریافتی می‌باشد. در امواج با فرکانس‌های پایین، مانند دستگاه‌های فراصوت با پرآب آرایه فازی، می‌توان این تاخیرها را در گیرنده به صورت نرم‌افزاری و در فرستنده به صورت تأخیر در ارسال پالس‌ها، ایجاد نمود و در فرکانس‌های بالای الکترومغناطیسی، این تاخیرها به کمک خطوط تأخیر و سویچ‌های دیودی، صورت می‌گیرد.

### انواع از نظر شیفت فاز

#### آریه فازی ثابت
در آرایه فازی ثابت، مقدار شیفت فاز در فیدر هر المنت، مقدار ثابتی داشته و در زمان طراحی و بسته به کاربرد و ویژگی‌های مطلوب کلی المان‌ها تعیین و طراحی می‌گردد. این دسته از آرایه‌های فازی در آنتن‌هایی با دایرکتیویته بالا با امکان حرکت مکانیکی، مطلوب می‌باشد.

#### آرایه فازی پویا
در آرایه فازی پویا، میزان تاخیرها در فیدر هر المنت، قابل انتخاب می‌باشد. این دسته از آرایه‌های فازی، امکان تغییر جهت لوب اصلی و شکل انتشار امواج با تغییر در تأخیر فیدرها امکان‌پذیر می‌باشد. این دسته از آنتن‌ها در سیستم‌های راداری هواپیماها کاربرد گسترده‌ای دارد. هزینهٔ طراحی این سیستم‌ها نسبت به تمام انواع دیگر، بیشتر می‌باشد.

### انواع از نظر تقویت‌کننده

#### آرایه فازی پسیو
در آرایه فازی پسیو، از یک تقویت‌کنندهٔ بزرگ برای تأمین توان همهٔ فیدرها استفاده می‌شود. در این حالت پس از دریافت امواج توسط المان‌ها باید برای هر المان شیفت اولیه حذف شود.

#### آرایه فازی اکتیو
در آرایه فازی اکتیو، به ازای هر المان آنتن، یک تقویت‌کنندهٔ کوچک وجود دارد که به صورت یکپارچه با المان طراحی می‌شود. در نتیجه امکان کنترل توان خروجی برای هر المان به صورت جداگانه فراهم می‌شود. در این حالت پس از دریافت امواج توسط المان‌ها نیازی به حذف کردن شیفت اولیه‌ای که در حالت ارسال ایجاد شده نیست؛ زیرا خروجی هر کدام به صورت جداگانه قابل اندازه‌گیری است.

### انواع از نظر چیدمان

#### آرایه فازی یک بعدی
در این حالت المنت‌های فرستنده و گیرنده در یک ردیف کنار هم چیده شده‌اند.

#### آرایه فازی دو بعدی

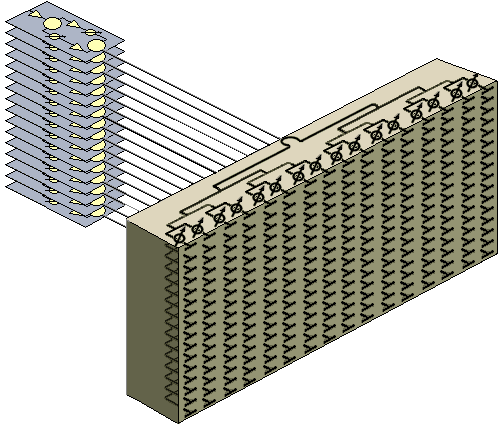
آرایه صفحه ای، که در آن هر المان آنتن دارای یک تغییردهنده فاز جداگانه است.

در این حالت المنت‌های فرستنده و گیرنده در چندین ردیف کنار هم چیده شده‌اند.

## کاربرد

### نظامی

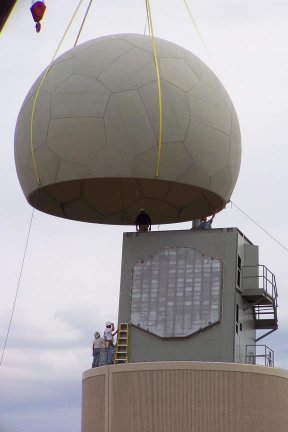
نصب رادار AN/SPY-1A در آزمایشگاه ملی طوفان‌های شدید، نورمن، اوکلاهما. آنتن‌پوش تجهیزات را در مقابل آب و هوا محافظت می‌کند.

تئوری آرایه فازی به‌طور وسیعی در کاربردهای نظامی، پزشکی، ارتباطات و غیره به کار گرفته می‌شود. در کاربردهای نظامی این آنتن‌ها قادر به سویپ و چرخش لوب اصلی پترن آنتن در زمان‌های بسیار کوتاه در حد چند نانو ثانیه بوده که امکان قفل بر روی تعداد بسیار زیادی از اهداف را فراهم می‌آورد. این امر به کمک رادارهای پسیو که نیازمند یک حرکت مکانیکی می‌باشند میسر نمی‌باشد.
آنتن‌های آرایه فازی اکتیو به‌طور گسترده توسط ارتش‌های کشورهای پیشرفته بر روی هواپیماها و رزم ناوها و پایگاه‌های زمینی و متحرک به کار گرفته می‌شود. از دیگر ویژگی‌های مهم این دسته از آنتن‌ها امکان باریک نمودن لوب اصلی آنتن می‌باشد که رزولوشن مکانی بهتری را فراهم می‌آورد.

### پزشکی
در کاربردهای پزشکی، تئوری آرایه فازی در سیستم‌های تصویر بردای دو بعدی و سه بعدی سونوگرافی فراصوتی، مورد استفاده قرار گرفته‌است. در این حالت دیگر نیازی به تغییر مکان و جهت پرآب فرستنده/گیرنده دستگاه برای گرفتن یک برش یا چندین برش تصویر، نمی‌باشیم.